# Clockwork Angels
Clockwork Angels é o 20º e último álbum de estúdio da banda canadense de rock Rush. O álbum foi gravado no Blackbird Studio, em Nashville, Tennessee e no Revolution Recording, em Toronto, Ontário, durante a turnê de comemoração aos 30 anos de “Moving Pictures” e foi lançado mundialmente em 12 de junho de 2012. Dois singles do álbum, "Caravan" e "BU2B", foram liberados para estações de rádio e disponibilizados para download digital em 1 de junho de 2010. O segundo single do álbum, intitulado "Headlong Flight", foi lançado em 19 de abril de 2012.
Peart diz sobre o álbum: "Sem dúvidas, nesse momento, depois de estarmos juntos há quase 38 anos, alcançamos nossos 'anos maduros'. Chegamos quentes e suados de trabalho".

## Informações
As músicas, inspiradas em definições steampunk de Júlio Verne e H.G. Wells, contam a história de um homem jovem, viajando por um mundo de sonhos, alquimia e ficção. A história fala de cidades perdidas, piratas, anarquistas, um carnaval exótico e um observador que impõe precisão em cada aspecto da vida.
O álbum foi gravado enquanto a banda estava em turnê, sobre isso o guitarrista Alex Lifeson disse: "Foi um longo projeto. Nós lançamos algumas canções antes da última turnê e essa é a primeira vez que fizemos algo assim, gravando algumas músicas de um disco que ainda não foi lançado. Foi divertido lançar essas músicas, trabalhar nelas e tocá-las e dar uma espiada em como o projeto seria." Comparando com o álbum anterior do grupo, Snakes & Arrows, o guitarrista disse: "Não há guitarra rítmica durante os solos de guitarra que é algo que você acaba fazendo quando gosta do som da coisa, como se você gostasse de todas cores mas nem sempre elas são necessárias, e eu acho que o álbum se torna muito mais poderoso como resultado disso."

## Capa
Clockwork Angels traz na capa um relógio e cada hora mostra um símbolo alquímico, que está diretamente relacionado com as 12 canções. O relógio marca 21 horas e 12 minutos (21h12), uma alusão ao quarto álbum do grupo, 2112.

## Recepção comercial
| Críticas profissionais | Críticas profissionais |
| Avaliações da crítica  | Avaliações da crítica  |
| Fonte                  | Avaliação              |
| ---------------------- | ---------------------- |
| Allmusic               | [ 4 ]                  |
| Sputnikmusic           | [ 5 ]                  |
| Rolling Stone          | [ 6 ]                  |

Clockwork Angels foi lançado na Austrália em 8 de junho, e para o resto do mundo em 12 de junho. No Brasil foi lançado em 28 de junho de 2012. A revista britânica Classic Rock lançou um 'fanpack', que inclui o CD completo, bem como uma revista de 132 páginas em 11 de junho. O álbum estreou em # 2 na Billboard 200, com vendas de 103.000 unidades na primeira semana. No Canadá, o álbum estreou em # 1, com vendas de 20.000 unidades.

## Faixas
| N.º | Título | Duração |  |

| 1.  | "Caravan"              | 5:39 |
| 2.  | "BU2B"                 | 5:10 |
| 3.  | "Clockwork Angels"     | 7:31 |
| 4.  | "The Anarchist"        | 6:52 |
| 5.  | "Carnies"              | 4:53 |
| 6.  | "Halo Effect"          | 3:14 |
| 7.  | "Seven Cities of Gold" | 6:32 |
| 8.  | "The Wreckers"         | 5:01 |
| 9.  | "Headlong Flight"      | 7:19 |
| 10. | "BU2B2"                | 1:28 |
| 11. | "Wish Them Well"       | 5:25 |
| 12. | "The Garden"           | 6:59 |
|     |                        |      |